# 패스포트 투 파리
패스포트 투 파리(Passport To Paris)는 미국에서 제작된 앨런 미터 감독의 1999년 가족, 코미디 영화이다. 메리 케이트 올슨 등이 주연으로 출연하였고 메건 F. 링 등이 제작에 참여하였다.

## 출연

### 주연
- 메리 케이트 올슨
- 애슐리 올슨

### 조연
- 피터 화이트
- 맷 윈스톤
- 이본느 스치오
- 브록커 웨이
- 이튼 펙
- 프랑소와 지로데이
- 존 메닉
- 도런 클락
- 매트 맥코이
- 로버트 마틴 로빈슨
- 로라 줄리안
- 로건 로빈스
- 캐트리나 다렐
- 마이클 임멜
- 아리안 시귈론
- 리처드 체발리어
- 필 혼

## 제작진
- 배역: 줄리 애쉬턴